# Magnitudo 10.5
Magnitudo 10.5 (10.5) è una miniserie televisiva del 2004 diretto dal regista John Lafia.

## Trama
Seattle viene colpita da un terremoto di intensità pari a 7.9 della scala Richter. Poche ore dopo, un altro terremoto si verifica in California dove raggiunge gli 8.4 della scala Richter che provocherá la sparizione di un treno. La dottoressa Samantha Hill allora, esclusa l'ipotesi che la seconda scossa fosse solo di assestamento, elabora una teoria secondo la quale faglie profondissime e irrilevabili dagli strumenti interagiscano con faglie più superficiali e conosciute (come la faglia di San Andreas) creando una reazione a catena di terremoti 
di Magnitudo sempre più elevato. Questa teoria, inizialmente scartata da Roy Nolan capo della sicurezza, sarà poi ripresa in considerazione quando a San Francisco un terremoto raggiunge i 9.2 della scala Richter e provoca il crollo del Golden Gate Bridge. La dottoressa Hill studiando il percorso delle faglie propone allora di far esplodere 6 testate nucleari nel sottosuolo nel tentativo di bloccare la reazione a catena. Sfortunatamente, l'ultima carica viene posizionata in modo errato rendendo vano questo tentativo. Un ultimo terremoto colpisce, quindi, la California e raggiunge i 10.5 e modifica la geografia della costa ovest, facendo diventare la California un'isola staccata dalla terra ferma.

## Colonna sonora
La musica e stata composta da Lee Holdridge usando strumenti MIDI, con la realizzazione elettronica di Robert Irving. Nel 2020 e stata distribuita la colonna sonora da parte di Dragon's Domain Records, di cui sono presenti 25 tracce:
1. 10.5 main title/Goodbye, Space Needle (scena iniziale e il crollo dello Space Needle)
2. Train wreck sequence (scena del treno)
3. Heading to Los Angeles
4. Hill's theory (scena della teoria della dottoressa Hill riguardo al terremoto)
5. Aftermath
6. Fault search/Sinkhole (quest'ultimo riguarda la scena delle sabbie mobili)
7. Father and daughter on the road
8. Goodbye Golden Gate Bridge (scena del crollo del Golden Gate Bridge)
9. Let's use nukes!!! (scena riguardo all'idea della dottoressa Hill di usare le bombe nucleari di fermare il terremoto)
10. Presidential order to evacuate (scena dell'inizio del piano della dottoressa)
11. Presidential speech (scena del discorso presidenziale)
12. Governor and Rachel under wreckage (scena di Rachel e del Governatore dopo il terremoto di San Francisco)
13. Doc calls home / Rachel dies
14. The first nuke (scena in cui mettono la prima bomba nel sottosuolo)
15. L.A. evacuation / Rachel didn’t make it (scena dell'evacuazione di Los Angeles)
16. Truck run (scena del camion che trasporta le persone)
17. I never got over your mom / The camp
18. Rachel’s message / Owen finds his family
19. Quake at warhead site #6 / Losing the nuke (scena del terremoto sull'ultimo sito della testata e la perdita dell'ultima bomba)
20. Going down the drill hole / Trapped by the bomb (scena in cui Roy Nolan va ad attivare la bomba manualmente, ma viene schiacciato)
21. A father’s farewell (scena dell'inizio della sequenza delle esplosioni delle bombe nucleari e il sacrificio di Nolan)
22. Detonating the nukes / Wrong way river (scena del piano della dottoressa fallita e un fiume che va dalla direzione sbagliata)
23. The big one!!! (scena dell'inizio del terremoto di Hollywood e Los Angeles di grado 10.5)
24. The big finish (momento finale del terremoto di grado 10.5)
25. It’s over / 10.5 end credits (scena finale e crediti)

## Distribuzione

### Messa in onda
- 2 maggio 2004 negli Stati Uniti (10.5)
- 22 maggio 2004 nel Regno Unito (Earthquake 10.5)
- 8 agosto 2004 in Ungheria (10.5 - Földindulás)
- 6 dicembre 2004 in Francia (Magnitude 10.5)
- 4 giugno 2005 in Portogallo
- 19 giugno 2005 in Spagna
- 28 agosto 2005 in Australia
- 4 settembre 2005 in Islanda
- 19 settembre 2005 in Norvegia

## Sequel
La miniserie ha avuto un seguito nel 2006 sotto forma di miniserie: Apocalypse - L'apocalisse (10.5 - Apocalypse), con la stessa regia.